# Culpinia rufolimbaria
Culpinia rufolimbaria là một loài bướm đêm trong họ Geometridae.